# Vileña
Vileña község Spanyolországban, Burgos tartományban. Vileña Briviesca, Aguilar de Bureba, Los Barrios de Bureba és La Vid de Bureba községekkel határos. Lakosainak száma 27 fő (2024).

## Népesség
A település népessége az utóbbi években az alábbiak szerint változott:
| Lakosok száma | 38   | 31   | 30   | 33   | 33   | 31   | 27   | 28   | 26   | 27   |
|               | 2001 | 2004 | 2006 | 2009 | 2011 | 2014 | 2016 | 2019 | 2021 | 2024 |